# Nuestra Señora de Pellevoisin
Nuestra Señora de Pellevoisin, también conocida como Nuestra Señora toda Misericordia de Pellevoisin, y María Madre de Misericordia es una aparición mariana de la iglesia católica que origen francés, cuya imagen tiene su principal centro de culto en el Santuario de Nuestra Señora toda Misericordia de Pellevoisin

## Historia
Estelle Faguette nació en 1843, de una familia de escasos recursos.
En febrero del año 1876, Estelle, se encontraba gravemente enferma, en cama, con peritonitis aguda, tuberculósis y un tumor abdominal.
Las apariciones de la Virgen Maria comenzaron el 14 de febrero de 1876 y terminaron el 8 de diciembre de 1876, la Virgen indicó "yo soy toda misericordia", lo cual  la llevó a ser conocida como Madre de Misericordia, en dichas apariciones resaltaron mensajes como la devoción al Escapulario del Sagrado Corazón, siendo el 9 de septiembre del año 1876 cuando la aparición le dice a Estelle "Yo amo esta devoción" señalando al Escapulario blanco con el Sagrado Corazón de Jesús, también, en el mes de noviembre, la virgen indicó a Estelle "yo elijo a los pequeños y débiles para mi gloria", y "si quieres servirme, se sencilla, que tus palabras concuerden con tus actos

## Reconocimiento de la Iglesia Católica
En 1983, el arzobispo de Bourgues, Paul Vignancour, reconoció la sanación milagrosa de la condición de salud que aquejaba a Estelle Faguette.

## Causa de beatificación de Estelle Faguette
Reunidos en Asamblea Plenaria por videoconferencia el 10 de junio de 2020, los Obispos de Francia autorizaron la apertura del proceso de beatificación de Estelle Faguette, a pedido de Monseñor Jérôme Beau, Obispo de Bourges.